# Aspholmen, Hangö
Aspholmen är en ö som är belägen i Skärgårdshavet i sydvästra Finland. Ön tillhör Hangö stad och ligger i landskapet Nylands västra del. 
Arean är 0,18 kvadratkilometer. Terrängen på Aspholmen är mycket platt. Öns högsta punkt är 24 meter över havet. I omgivningarna runt Aspholmen växer i huvudsak barrskog.

## Aspholmens rekreationsområde
På Aspholmen finns ett 10,4 hektar stort rekreationsområde som utgör en del av landskapet Nylands rekreationsområdesnätverk.   